# Прескриптивизм (лингвистика)
Прескрипти́вными в языкознании называются правила, предписывающие, как следует говорить. Противопоставляются дескриптивным правилам, описывающим наблюдаемые в реальной речи явления:352. Прескрипти́вная лингви́стика — одна из сторон теоретической лингвистики, называемая также предписательной или нормативной и существующая наряду с дескриптивной.

## Место в истории лингвистики
Нормативный подход к языку господствовал во всех лингвистических традициях, причём в европейской традиции норма стала более жёсткой в Средние века:21. Источниками нормы могли быть авторитетные тексты (греческая и латинская Библия в европейской традиции, Коран в арабской, «Манъёсю» в Японии), грамматики (Панини в индийской традиции, Присциана в европейской) или реальное функционирование языка (если его расхождения с нормой были невелики):22—23. Элементы прескриптивизма — нормативные правила для французского языка — содержатся и в «Грамматике Пор-Рояля»:45.
Отказ от нормативности был свойствен историческому языкознанию, взявшемуся за изучение исторических изменений языков, а также позднейшим этапам в истории лингвистики, в частности американской структурной лингвистике 1940—1950-х годов (дескриптивизму):241—242.